# Oida taunz!
Oida taunz! ist ein Lied des österreichischen Pop-Rap-Duos Trackshittaz aus dem Jahre 2010. Die Debütsingle der Band und erste Singleauskopplung ihres ersten Studioalbums Oidaah pumpn muas’s wurde von den beiden Gruppenmitgliedern Lukas Plöchl und Manuel Hoffelner selbst geschrieben sowie von ersterem zusammen mit Martin Kromar und Florian Cojocaru produziert.

## Hintergrund
Lukas Plöchl trug Oida taunz! erstmals am 24. Oktober 2010 als Solostück bei der Castingshow Helden von morgen vor. In dieser hatten die teilnehmenden Kandidaten unter anderem die Möglichkeit, dem Publikum selbst komponierte Titel zu präsentieren, die sich zum Teil sehr erfolgreich in den österreichischen Charts bewährten. Die offizielle kommerzielle Veröffentlichung der Studioversion fand fünf Tage später statt. Ungewöhnlich war zu diesem Zeitpunkt, dass die Single lediglich in digitaler Form zu erwerben war, sich aber dennoch kommerziell erfolgreich zeigte.

## Musik und Text
Oida taunz! ist ein Dance-Pop-Song, der durch statische, stampfende Bass Drums und einfache Synthesizer charakterisiert wird. Auffällig an ihm ist sein eingängiges Ziehharmonika-Motiv, welches sich durch einen Großteil des Beats zieht. Die beiden Bandmitglieder rappen den Song und wechseln sich dabei in unregelmäßigen Abständen ab; lediglich am Ende der zweiten Strophe wird gesungen, wobei die Vocals mit dem Effekt Autotune stark verfremdet sind. Der Text des Liedes ist komplett in oberösterreichischem Dialekt verfasst und beschreibt, welchen Effekt die in das Instrumental eingebaute Ziehharmonika (österreichisch „Quetschn“) auf die Besucher einer Diskothek ausübt. Zunächst wird die Stimmung als gelangweilt beschrieben, da die drucklose Musik, welche der DJ spielt, niemanden zum Tanzen anregt. Bald darauf beginnt die Ziehharmonika einzusetzen, und die Klagen der Leute verstummen. Obwohl sie zunächst ob des ungewöhnlichen Klangs des Instrumentes irritiert sind, beginnen die Personen, sich – zunächst noch verkrampft – rhythmisch zu bewegen. Im Refrain stellen die Trackshittaz die Tanzschritte zum Lied vor, sodass in der zweiten Strophe bereits jeder begeistert mitmacht. Mit der ausgelassenen Atmosphäre wächst jedoch auch die Lust der Anwesenden. Gegen Ende des zweiten Verses sinken die Hemmungen so sehr, dass sich die Clubbesucher entkleiden. Mit der Bemerkung, ab dieser Stelle würde der Text zensiert werden, beendet das Duo die Erzählung der Geschichte abrupt und der Refrain setzt erneut ein.

## Musikvideo
Das Musikvideo zu Oida taunz! spielt sich hauptsächlich in einem Nachtclub ab, den das Duo zu Beginn des Clips mit einem Traktor erreicht, und hält sich während der ersten Strophe und des Refrains relativ getreu an den Text. So herrscht, als die Musiker die Tanzfläche betreten, zunächst eine gelangweilte Stimmung, da sämtliche Personen genervt an der Bar sitzen. Mit Einsatz der Ziehharmonika beginnen die Anwesenden jedoch, ihre Köpfe rhythmisch zu bewegen. Kurz darauf stehen die Clubbesucher mit den Trackshittaz gemeinsam in der Mitte des Parketts und führen synchron mit ihnen die besungene Choreographie aus, wobei einzelne von ihnen Breakdance-Bewegungen zum Besten geben. Dies zieht sich auch durch die zweite Strophe. Gegen Ende erscheint eine Limousine, in die die Gäste mitsamt den Interpreten einsteigen, um dort weiterzufeiern. Über das gesamte Video sind außerdem Einstellungen einer leicht bekleideten Frau verteilt, welche einen erotischen Tanz darbietet. Diese haben keinen erkennbaren Bezug zum restlichen Inhalt.

## Erfolg
In Österreich, der Heimat der Trackshittaz, war Oida taunz! ein großer kommerzieller Erfolg, dem es gelang, sich an der Spitze der Charts zu positionieren und mit einer goldenen Schallplatte ausgezeichnet zu werden. International konnte sich das Lied in keiner weiteren Hitparade platzieren.

## German Version
Im Zuge der bevorstehenden Teilnahme der Trackshittaz am Eurovision Song Contest 2012 in Baku beschloss man, das Duo auch in Deutschland zu vermarkten, wo man das Kompilationsalbum Traktorgängstapartyrap veröffentlichte. Man wählte mit Oida taunz! das erfolgreichste Lied der Gruppe als erste Single aus und unterzog es einer Generalüberholung. Der als German Version betitelte Remix wurde mit einem von Hartmut Wessling und Mike Rötgens produzierten Beat unterlegt, der sich deutlich stärker an der Techno- bzw. Hands-Up-Musik orientiert, und von den zwei Bandmitgliedern neu aufgenommen. Einige der Zeilen wurden ins Hochdeutsche übersetzt oder abgeändert; ein Großteil des Textes ist dabei jedoch nach wie vor in Mundart gehalten. Anders als die Original Version erschien der Remix auch als CD-Single. Es gelang jedoch nicht, an den früheren Erfolg des Liedes anzuknüpfen; eine deutsche Chartplatzierung blieb aus.